# Artur Geisler
Artur Geisler (ur. 18 stycznia 1979, zm. 7 listopada 2016) – polski kajakarz.

## Życiorys
Kajakarstwo zaczął uprawiać na początku lat 90. XX wieku. Jego trenerami byli Ryszard Paliś, a następnie Bogusław Biros. Był zawodnikiem Kolejowego Klubu Wodnego 1929 w Krakowie oraz AZS-AWF Kraków. W 1997 zdobył brązowy medal w wyścigu jedynek juniorów w odbywającym się w Gorzowie Wielkopolskim, w Pucharze Świata w Maratonie. W tym samym roku zajął również siódme miejsce w finale na tysiąca metrów na Mistrzostwach Polski Juniorów w Poznaniu oraz piąte miejsce na Mistrzostwach Polski w Maratonie, w Gdańsku. 
W 2001 zdobył brązowy medal na Mistrzostwach Polski w Zjeździe Kajakowym, w Nowym Sączu w kategorii K-1 x 3 Mężczyzn na 4 km. Był członkiem reprezentacji Polski na Puchar Europy w Maratonie.  
Zmarł 7 listopada 2016 po ciężkiej chorobie i został pochowany na cmentarzu Rakowickim w Krakowie.